# Pomalidomide
Pomalidomide (INN; được bán dưới dạng Pomalyst ở Mỹ  và Imnovid ở EU và Nga) là một dẫn xuất của thalidomide được Celgene bán trên thị trường. Nó chống tạo mạch và cũng hoạt động như một bộ điều hòa miễn dịch.
Pomalidomide đã được Cơ quan Quản lý Thực phẩm và Dược phẩm Hoa Kỳ (FDA) phê duyệt vào tháng 2 năm 2013 như là một phương pháp điều trị cho bệnh đa u tủy xương tái phát và khó chữa. Nó đã được phê duyệt để sử dụng ở những người đã nhận được ít nhất hai liệu pháp trước đó bao gồm lenalidomide và bortezomib và đã chứng minh tiến triển bệnh trong hoặc trong vòng 60 ngày sau khi hoàn thành liệu pháp cuối cùng. Nó đã nhận được sự chấp thuận tương tự từ Ủy ban châu Âu vào tháng 8 năm 2013.